# Utopía
Por utopía el Diccionario de la lengua española entiende dos cosas: en primer lugar, el «plan, proyecto, doctrina o sistema deseables que parecen de muy difícil realización» y en segundo lugar, la «representación imaginativa de una sociedad futura de características favorecedoras del bien humano», esto es, una sociedad tan perfecta e idealizada que es prácticamente imposible llegar a ella.

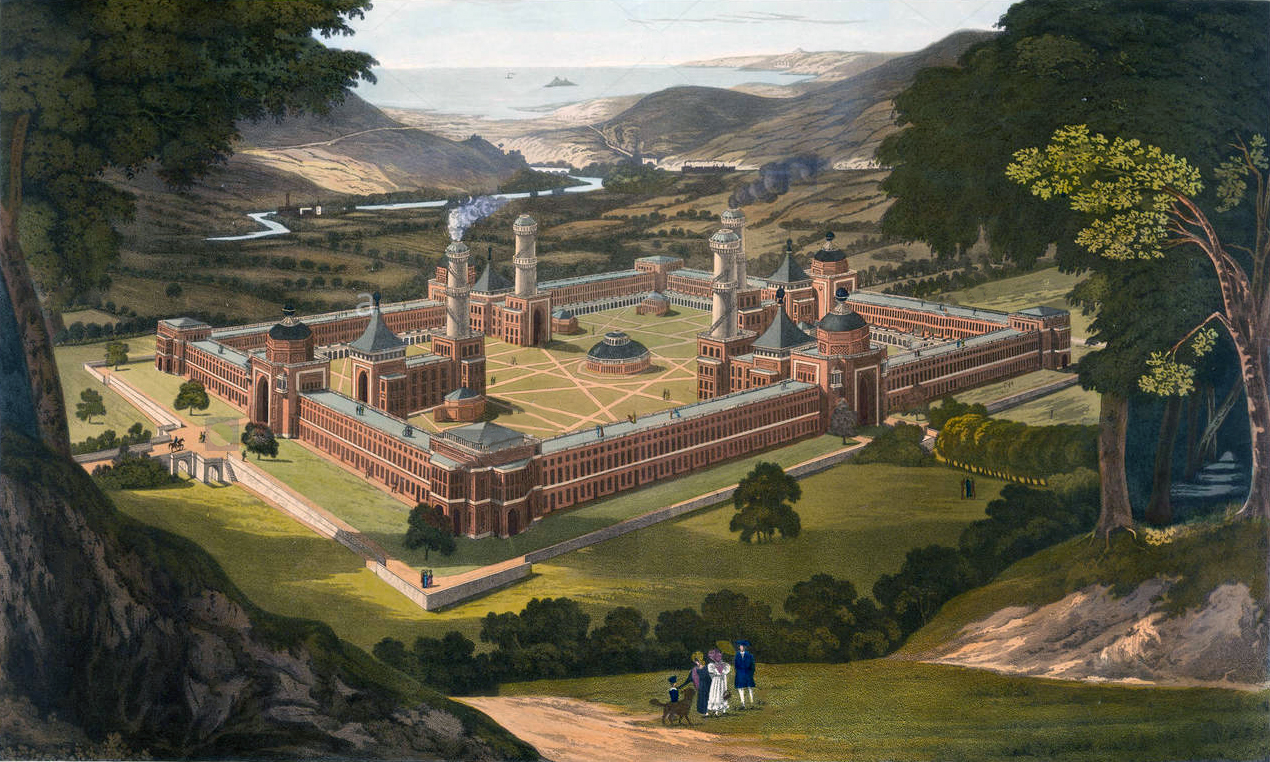
Representación utópica de New Harmony (Indiana), EE. UU., según las propuestas de Robert Owen (1838).

La palabra proviene del helenismo Utopia, isla imaginaria con un sistema político, social y legal perfecto descrita por Tomás Moro en 1516, durante el renacimiento.

## Etimología
Utopía procede del griego οὐ («no») y τόπος («lugar») y significa literalmente «no-lugar», más el sufijo latino -ia o, como glosó Quevedo: «no hay tal lugar». La palabra fue acuñada por Tomás Moro para describir una sociedad ideal y, por lo tanto, inexistente.
Esta «república» es imaginada como mejor que las conocidas, en especial la europea del Renacimiento, por lo cual el término puede ser interpretado como Eutopia, también derivado del griego; εὖ («bueno» o «bien») y τόπος («lugar»), significando «el buen lugar», en oposición a la distopía o «mal lugar».
En un sentido estricto, el término hace referencia a la obra homónima de Tomás Moro: Libellus vere aureus, nec minus salutaris quam festivus, dē optimo rēpūblicae statu dēque nova insula Vtopia. En ella, Utopía es el nombre dado a una isla y a la comunidad ficticia que la habita, cuya organización política, económica y cultural contrasta con la sociedad inglesa de la época.

## La utopía moderna

### Antecedentes y origen
Se conocen narraciones antiguas que contienen elementos utópicos, a las cuales se las considera precursoras del género.  Entre ellas pueden mencionarse Dilmún de la mitología mesopotámica, Esqueria, la isla de los feacios descripta en la Odisea, y la evocación de la Edad de Oro en Hesíodo. En la Biblia el Libro de Ezequiel esboza un Israel utópico y la literatura de Qumrán también describe, sucintamente, una sociedad perfecta, ambas ubicadas en el futuro y realizadas con intervención divina. En el helenismo hay elementos utópicos en la descripción de Pancaya, la isla de la Inscripción sagrada del relato de Evémero y de la isla del Sol de Yambulo. En otras tradiciones culturales aparecen utopías como La fuente del jardín de los duraznos de Tao Yuanming, La Ciudad Virtuosa (una idealización de Medina en tiempos de Mahoma) de Al Farabi y las narraciones sobre Ketumati, el paraíso futuro en algunas escuelas budistas, lleno de palacios hechos de gemas y rodeado de árboles maravillosos, donde no existe el hambre. En la Edad Media una obra utópica singular es La ciudad de las damas de Christine de Pizan.
El término utopía, sin embargo, se debe a Tomás Moro, quien tituló así una de las obras más importantes de este género. Tomás Moro bautizó con este término una isla idílica, ubicada cerca de las costas (entonces inexploradas) de América del Sur, cuyos habitantes habían logrado el Estado perfecto, caracterizado por la convivencia pacífica, el bienestar físico y moral de sus habitantes y el disfrute común de los bienes. La obra se basa en los valores del Humanismo y utiliza como marco narrativo las narraciones de Américo Vespucio sobre las tierras americanas, el Nuevo Mundo, en particular la descripción de la isla de Fernando de Noronha y las costas del Brasil. En la utopía de Moro aparece la crítica social puesta en boca de un extranjero o un viajero pero, a diferencia de las narraciones moralizantes o las sátiras, se propone una alternativa en la forma de una comunidad imaginada, la cual se ubica en los límites del espacio habitado.
Con esta obra Moro dio origen a un género literario en el cual la descripción de una sociedad perfecta es el elemento central de la trama. Estas sociedades aparecen ubicadas en los extremos del mundo o en un futuro más o menos distante, pero siempre se trata de proyectos humanos, exentos de intervenciones sobrenaturales o maravillosas. Por extensión, se denominaron utopías a todas las narraciones precedentes que contenían los elementos básicos de la Utopía de Moro y al mismo concepto de «sociedad ideal». Al final de su libro, el propio Moro considera virtualmente irrealizable una sociedad utópica en Europa, de modo que utopía, desde su origen, establece la premisa de que tal sociedad no puede existir en el mundo del autor y que, por lo tanto, la utopía es meramente imaginaria e imposible. A partir de aquí arranca el uso peyorativo del término.
Derivado de utopìa es el adjetivo utopismo, que indica aquel pensamiento, propuesta que se concentra en la descripción de comunidades imaginadas igualitarias y armónicas, frecuentemente sin considerar los medios para establecerlas.
En el siglo XIX aparece en idioma inglés, la palabra distopía (su primer uso es un discurso de John Stuart Mill sobre la política agraria en Irlanda) modelada expresamente como contraria a utopía. El español la registra a partir del siglo XX. Relacionado con ella, pero como un género meramente literario, Charles Renouvier acuñó el concepto de ucronía, definida como la utopía en la Historia.

### Funciones de las utopías
A pesar de este carácter novelado o ficticio de las utopías, a lo largo de la historia del pensamiento se les han atribuido funciones que van más allá del simple entretenimiento.
- Función orientadora. Las utopías consisten, básicamente, en la descripción de una sociedad imaginaria y perfecta. Y, aunque para muchos pensadores la realización completa de este sistema sea imposible, algunos de los procedimientos que se describen pueden aplicarse a posibles reformas y orientar la tarea organizadora de los políticos. Aunque la utopía en su conjunto pueda verse como un sueño inalcanzable, para algunos sería útil en orden a señalar la dirección que deben tomar las reformas políticas en un Estado concreto.
- Función valorativa. Aunque las utopías son obras de un autor determinado, a menudo se reflejan en ellas los sueños e inquietudes de la sociedad en la que el autor vive. Por esta razón, permiten reconocer los valores fundamentales de una comunidad en un momento concreto y, también, los obstáculos que éstos encuentran a la hora de materializarse. Por ello, para muchos autores, las utopías no sirven tanto para construir mundos ideales como para comprender mejor el mundo en el que vivimos.
- Función crítica. Al comparar el Estado ideal con el real, se advierten las limitaciones de este último y las cotas de justicia y bienestar social que aún le restan por alcanzar. De hecho, la utopía está construida a partir de elementos del presente, ya sea para evitarlos (desigualdades, injusticias…) o para potenciarlos (adelantos técnicos, libertades…). Por eso, supone una sutil pero eficaz crítica contra las injusticias y desigualdades evidentes tras la comparación. Incluso si consideramos que la sociedad utópica es un disparate irrealizable, nos presenta el desafío de explicar por qué no tenemos al menos sus virtudes.
- Función esperanzadora. Para algunos filósofos, el ser humano es esencialmente un ser utópico. Por un lado, la necesidad de imaginar mundos mejores es exclusiva de la especie humana y, por otro, esta necesidad se presenta de forma inevitable. El hecho de ser libres, de poder soñar con lugares mejores que el que nos rodea y de poder actuar en la dirección de estos deseos está íntimamente conectado con nuestra naturaleza utópica. Esta es, además, la que justifica el hálito de esperanza que siempre permanece en los seres humanos: por muy injusto y desolador que sea el propio entorno, siempre resultaría posible imaginar y construir uno mejor.

## Crítica del concepto
Todas las utopías posteriores a Moro tienen en común dos rasgos: describen sociedades que están fuera del mundo conocido, en ningún lugar, y siempre se trata de comunidades prácticamente cerradas, sin contacto con el mundo exterior, en especial con las sociedades europeas. Además, si bien tienen una historia previa, aparecen invariables en el tiempo. Todas, por otra parte, presentan elementos de orden, simetría y rigidez. Algunos autores señalan que su premisa es diseñar las condiciones sociales necesarias para llevar a la práctica los valores éticos de justicia e igualdad, agregan que, en ese empeño se ignora el valor de la libertad individual, que ha surgido, precisamente, con el humanismo renacentista.

«El utopismo, argumentan algunos, es esencial para la mejora de la condición humana. Pero si se usa incorrectamente, se vuelve peligroso. [...] Hay socialistas, capitalistas, monárquicos, demócratas, anarquistas, ecológicos, feministas, patriarcales, igualitarios, jerárquicos, racistas, de izquierda, de derecha, reformistas, amor libre, familia nuclear, familia extensa, gay, lésbico y muchas más utopías entre 1516 y el siglo XX [...] Y debido a esto, hay un fuerte tradición antiutopica [...] y después del siglo XX ha habido distopías rechazando las tres posiciones».

Lyman Tower Sargent

## Sociedades utópicas

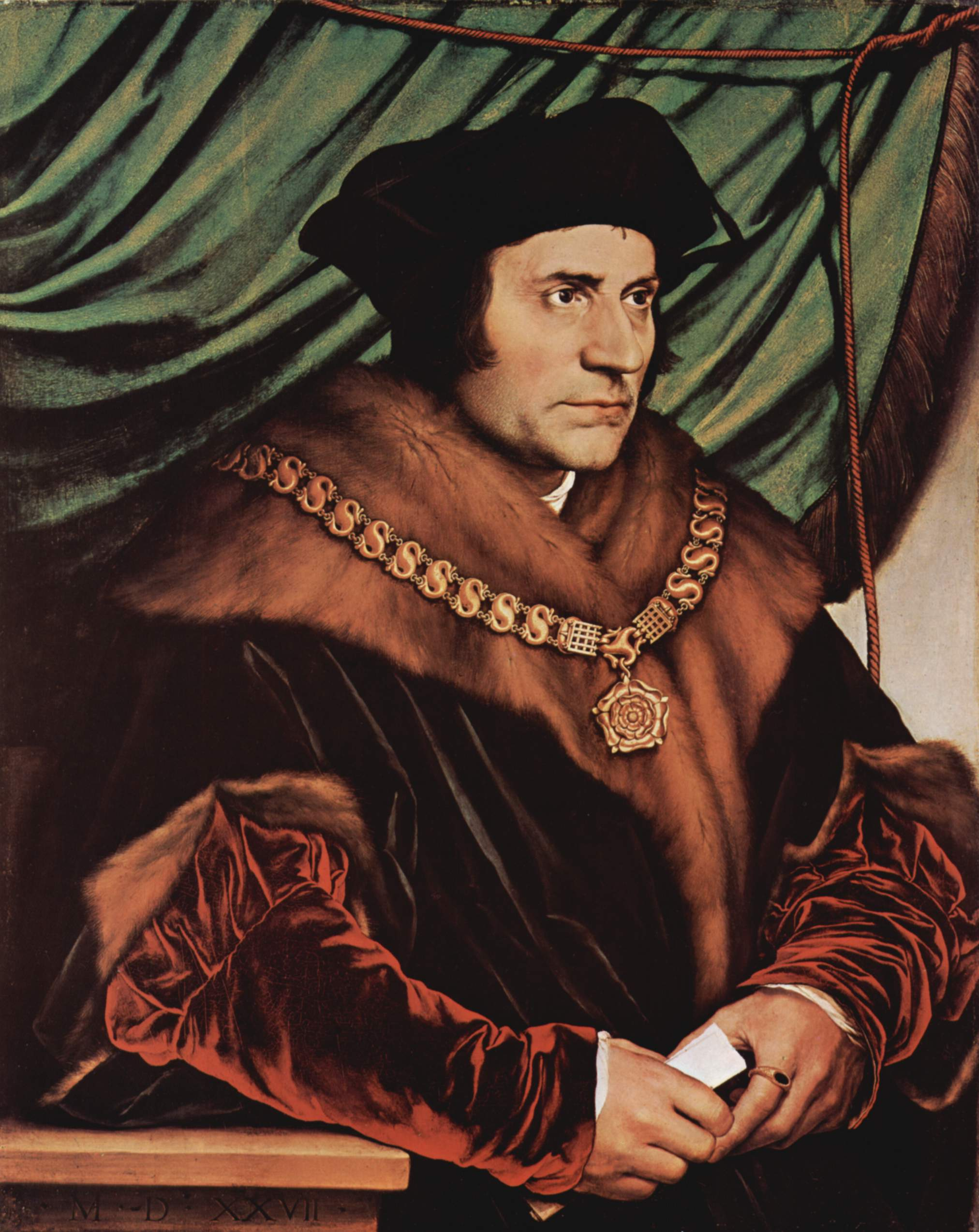
Retrato de Tomás Moro, por Hans Holbein

### La república platónica
En Occidente el primer modelo de sociedad utópica fue imaginado por Platón. En uno de sus diálogos más conocidos, República, (en griego Πολιτεία Politeia, que proviene de πόλις polis, denominación dada a las ciudades estados griegas), además de la defensa de una determinada concepción de la justicia, hallamos una detallada descripción de como sería el estado ideal, es decir, el estado justo. Platón, profundamente descontento con los sistemas políticos que se habían sucedido en Atenas, especialmente con la democracia, imagina cómo se organizaría un estado que tuviese como objetivo el logro de la justicia y el bien social.
Según Platón, el estado perfecto estaría formado por tres clases sociales: los gobernantes, los guardias y los productores. Cada una de estas clases tendría una función, unos derechos y unos deberes rígidamente diferenciados.
A los gobernantes les concerniría la dirección del estado; a los guardias su protección y defensa; a los productores el abastecimiento de todo lo necesario para la vida: la alimentación, ropa, viviendas, etcétera.
Cada uno sería educado para desempeñar eficientemente las funciones de su grupo: la sabiduría para los gobernantes; el coraje para los guardias, y la apetencia para los productores. Pues para Platón, la buena marcha del estado depende de que cada clase cumpla eficientemente con su cometido.
En definitiva La República de Platón sería, según él, una sociedad justa porque en ella gobernarían los más sabios (filósofos) y las otras dos clases desempeñarían las funciones que les habían sido asignadas.

### La utopía religiosa de San Agustín de Hipona
En La ciudad de Dios, Agustín de Hipona expresa su interpretación de la utopía siguiendo los preceptos de su visión cristiana. Según este Padre de la Iglesia, la acción terrena (que simboliza para él todos los estados históricos) es fruto del pecado, pues habría sido fundada por Caín y en ella sus habitantes serían esclavos de las pasiones y solo perseguirían bienes materiales. Esta ciudad, por tanto, no podría según él dejar de ser imperfecta e injusta. Sin embargo, Agustín de Hipona concibe la utopía en una ciudad espiritual. Esta habría sido fundada por Dios y en ella reinarían el amor, la paz y la justicia; sin embargo, para Agustín esta utopía solo sería alcanzable de manera espiritual hasta la venida del Reino de Cristo. En tanto, la Iglesia es el mejor ejemplo posible de sociedad perfecta, pero inmersa en el seno de una sociedad imperfecta.

### Las utopías renacentistas
Durante el Renacimiento se produjo un florecimiento espectacular del género utópico. La mayoría de los pensadores consideraba que la influencia del humanismo era la causa de este fenómeno.
El Renacimiento es una época que, además de caracterizarse por el auge espectacular de las artes y las ciencias, destaca también por los cambios sociales y económicos. Sin embargo, estas transformaciones no fueron igual de positivas para todos, ya que ocasionaron enormes desigualdades entre unos miembros y otros de la sociedad.
Muchos de los pensadores de la época, conscientes de estas injusticias, pero también de la capacidad reformadora del ser humano, reaccionaron frente a la cruda realidad de su tiempo. Esta reacción se plasmó en la reivindicación de una racionalización de la organización social y económica que eliminase una gran parte de estas injusticias.
De ésta creencia y confianza en que la capacidad racional puede contribuir a mejorar la sociedad y a hacerla más perfecta, surgen los modelos utópicos renacentistas. El principal y más importante modelo utópico de esta época es, indiscutiblemente, Utopía de Tomás Moro.
Utopía se divide en dos partes: 1. supone una aguda crítica a la sociedad de la época; 2. es propiamente la descripción de esa isla localizada en ningún lugar, en la que sus habitantes han logrado construir una comunidad justa y feliz. Básicamente, el secreto de la Utopía se debe a una organización política fundada racionalmente, en la que destaca la abolición de la propiedad privada, considerada la causa de todos los males e injusticias sociales.
La ausencia de propiedad privada comporta que prevalezca el interés común frente a la ambición y el interés personal que rige en las sociedades reales. En Utopía, además, impera una estricta organización jerárquica de puestos y funciones, a los que se accede como en la república platónica, por capacidad y méritos.
Esta estricta organización es, sin embargo, completamente compatible con la total igualdad económica y social de los utopianos, pues todos disfrutan de los mismos bienes comunes, al margen de su función y su tarea en la comunidad.
También pertenece al Renacimiento la comunidad ideal de Telema, dedicada a cultivar el amor (aunque también incluye una fina sátira de la vida monástica), que brevemente presenta François Rabelais en su Gargantúa (1532). Aunque ya del siglo XVII, pueden considerarse como utopías renacentistas tardías La ciudad del Sol, del religioso italiano Tommaso Campanella, y La Nueva Atlántida, de Francis Bacon. Esta última añade un elemento novedoso e importante, como es el aprovechamiento de los avances científicos y técnicos que entonces empezaban a darse (y más aún quizá, los que se esperaban para el futuro próximo), en la mejora de las condiciones de vida de los seres humanos.
De esa misma época, 1605, es Mundus Alter et Idem (Un mundo distinto, pero igual) del obispo anglicano Joseph Hall. En ella se parodia las costumbres de la Iglesia católica.

### La culminación ilustrada
En los siglos XVII y XVIII se asoció la utopía con la literatura de viajes, en la cual las sociedades civilizadas proyectaban solo en ocasiones sus angustias y sus críticas al progreso El origen de la desigualdad entre los hombres (1755) de Jean-Jacques Rousseau sería un ejemplo clásico de esta concepción de la historia como un proceso de decadencia.
Pero este no es más que un caso particular en el desarrollo impresionante de las utopías en el siglo XVIII, y en su vinculación a la crítica social (a veces comunista) y a la idea de progreso a finales de la Ilustración.

### El socialismo utópico
Otro de los momentos fecundos en la ideación de sociedades utópicas fue principios del siglo XIX. Los profundos cambios sociales y económicos producidos por el industrialismo cada vez más individualista e insolidario abonaron el terreno del descontento y la crítica, así como el deseo de sociedades mejores, más humanas y justas.
De esta época de injusticias y desigualdades proviene el socialismo utópico. El socialismo utópico venía con diseño de soluciones para males e imperfecciones flagrantes. Charles Fourier (1772-1837), Henri de Saint-Simon y Robert Owen tenían en común un interés imperioso por transformar la precaria situación del proletariado de ese momento. Para ello, propusieron reformas concretas para hacer de la sociedad un lugar más solidario, en el que el trabajo no fuera una carga alienante y en el que todos tuviesen las mismas posibilidades de auto-realizarse.
A diferencia de muchas de las utopías anteriores, la de estos socialistas fue diseñada con el objetivo inmediato de llevarse a la práctica. Más que relatos fantásticos de mundos perdidos o inalcanzables, constituyeron descripciones detalladas de comunidades igualitarias que, en ocasiones, fueron copiadas en la realidad. Algunos de estos socialistas compaginaron la reflexión teórica con labores prácticas y concretas de reforma social. Así, por ejemplo, Fourier propuso comunidades autosuficientes, a las que llamó falansterios, y Owen llegó a fundar Nueva Armonía, una pequeña comunidad en la que se abrió el primer jardín de infancia y la primera biblioteca pública de EE. UU..
El término viene del Manifiesto del Partido Comunista y Friedrich Engels profundizó al respecto en su obra Del socialismo utópico al socialismo científico.

### Utopías modernas
Muchos autores, como Arnhelm Neusüss, han indicado que las utopías modernas son esencialmente diferentes a sus predecesoras. Otros en cambio, señalan que en rigor las utopías solo se dan en la modernidad y llaman cronotopías o protoutopías a las utopías anteriores a la obra de Moro. Desde esta perspectiva, las utopías modernas están orientadas al futuro, son teleológicas, progresistas y sobre todo son un reclamo frente al orden cósmico entendido religiosamente, que no explica adecuadamente el mal y la explotación. Así las utopías expresan una rebelión frente a lo dado en la realidad y propondrían una transformación radical, que en muchos casos pasa por procesos revolucionarios, como expresó en sus escritos Karl Marx.
Se ha criticado que las utopías tienen un carácter coercitivo. Pero también se suele añadir que las utopías le otorgan dinamismo a la modernidad, le permiten una ampliación de sus bases democráticas y han sido una especie de sistema reflexivo de la modernidad por la cual esta ha mejorado constantemente. Por ello no sería posible entender la modernidad sin su carácter utópico.
Las utopías han tenido derivaciones en el pensamiento político -como por ejemplo en las corrientes socialistas ligadas al marxismo y el anarquismo-, literario e incluso cinematográfico a través de la ciencia ficción social. La clasificación más usada, hereda la pretensión del marxismo de estar elaborando un socialismo científico y por tanto restringe el nombre de socialismo utópico a las formulaciones ideológicas anteriores a este, aunque todas ellas comparten su origen en la reacción a la revolución industrial, especialmente a la condición del proletariado, siendo su vinculación al movimiento obrero más o menos próxima o cerca a ello.

#### Utopía económica
Las utopías socialistas y comunistas se centraron en la distribución equitativa de los bienes, con frecuencia anulando completamente la existencia del dinero. Los ciudadanos desempeñan las labores que más les agradan y que se orientan al bien común, permitiéndoles contar con mucho tiempo libre para cultivar las artes y las ciencias. Experiencias prácticas que habían sido plasmadas en Comunidades utópicas en el siglo XIX y XX.
Las utopías capitalistas o de mercado libre se centran en la libre empresa, en una sociedad donde todos los habitantes tengan acceso a la actividad productiva, y unos cuantos (o incluso ninguno) a un gobierno limitado o mínimo. Allí los hombres productivos desarrollan su trabajo, su vida social, y demás actividades pacíficas en libertad, apartados de un Estado intromisorio y expoliador. Se relacionan en especial al ideal del liberalismo libertario.

#### Utopía ecologista
La utopía ecologista se ha plasmado en el libro Ecotopía, en el cual California y parte de los estados de la costa Oeste se han secesionado de los Estados Unidos, formando un nuevo estado ecologista.

#### Utopía política e histórica
Una utopía global de paz mundial es con frecuencia considerada uno de los finales de la historia.

#### Utopía religiosa
La visión que tienen tanto el islam como el cristianismo respecto al paraíso es el de una utopía, en especial en las manifestaciones populares: la esperanza de una vida libre de pobreza, pecado o de cualquier otro sufrimiento, más allá de la muerte (aunque la escatología cristiana del «cielo» al menos, es casi equivalente a vivir con el mismo Dios, en un paraíso que asemeja a la Tierra en el cielo). Las utopías religiosas, concebidas principalmente como un jardín de las delicias, una existencia libre de toda preocupación con calles cubiertas de oro, en una gozosa iluminación con poderes casi divinos.[cita requerida]

#### Utopías tecnológicas
Las utopías tecnológicas o tecnoutopías se basan en la creencia de que los avances en ciencia y tecnología conducirán a una utopía, o al menos ayudarán a cumplir algún ideal utópico.